# Cecotròfia
La cecotròfia és el consum del producte del cec, una part de l'aparell digestiu en mamífers dels ordres dels rosegadors i els lagomorfs. El producte del cec passa per l'intestí i és excretat. Després d'això, l'animal es torna a menjar l'excrement per recuperar-ne nutrients. Tot i que els rosegadors i els lagomorfs són els que més presenten aquest costum, també s'ha observat en marsupials i primats.